# Rambo IV
Rambo IV (în engleză Rambo) este un film de acțiune american din anul 2008. Filmul tratează viața veteranului din războiul din Vietnam, veteran denumit John Rambo. 